# ليندا أنتوني
ليندا أنتوني (بالإنجليزية: Lynda Cash)‏ هي متسابقة يخت بريطانية، ولدت في القرن العشرين.